# Ілейко Муромець
Ілейко (Ілейка) Муромець (рос. Илейко Муромец), справжнє ім'я Ілля Іванович Коровін (рос. Илья Иванович Коровин; XVI століття, Муром — близько 12 січня 1608 року, біля Данилового монастиря) — самозванець, який видавав себе за Петра Федоровича, сина царя Федора Івановича, якого насправді ніколи не існувало (тому в історіографії часто іменується Лжепетро). Воєначальник війська Івана Ісайовича Болотнікова. Страчений у 1608 році.
Вважають, що образ Ілейка Муромця міг вплинути на образ билинного Іллі Муромця. Зокрема, внаслідок цього місце його народження виявилося «перенесеним» з Чернігівщини під Муром.

## Ранні роки
Якщо вірити свідченням, що полонений Ілейко дав перед боярським судом в 1607 році, народився він в місті Муромі, у якоїсь баби Уляни, вдови торгового чоловіка Тихона Юр'єва. Після смерті першого чоловіка Уляна стала невінчаною дружиною посадського Івана Коровіна і народила від нього «поганого» (позашлюбного) сина на ім'я Ілля. Йому було не так багато років, коли Іван Коровін помер, а його вдова, підкоряючись останній волі вмираючого, постриглася в дівочому Воскресенському монастирі під ім'ям стариці Улити.
Сироту чи не на дорозі підібрав купець Т. Грозильников і зробив його робітником у своїй лавці в Нижньому Новгороді. У цій ролі майбутній самозванець пробув близько трьох років і нарешті втік і вписався до козацької варти, яка заробляла охороною від розбою торгових суден, що ходили з Астрахані до Казаны та Вятки. Протягом року, між плаваннями, він жив в Астрахані у місцевого стрільця на ім'я Харитон. Згодом плавав на торговому судні в Нижній Новгород і на стрілецькому — на Терек. Там він найнявся в стрілецький приказ і брав участь у поході на Тарки в тому ж 1604 році, а після повернення продався в холопи до боярського сина Григорія Єлагина.